# Cristina Boiț
Cristina Boiț (n. 14 mai 1968, București, România) este o fostă atletă română, specializată în aruncarea discului.

## Carieră
A participat de două ori la Jocurile Olimpice. La ediția din 1992, la Barcelona, s-a clasat pe locul 23 și la Jocurile Olimpice din 1996 de la Atlanta a ajuns pe locul 27. La Campionatul Mondial de Atletism din 1995 de la Göteborg a ocupat locul 19.

## Realizări
| An   | Competiție          | Locație                | Loc | Note    |
| ---- | ------------------- | ---------------------- | --- | ------- |
| 1992 | Jocurile Olimpice   | Barcelona, Spania      | 23  | 56,68 m |
| 1995 | Campionatul Mondial | Göteborg, Suedia       | 19  | 58,54 m |
| 1996 | Jocurile Olimpice   | Atlanta, Statele Unite | 27  | 58,10 m |

## Recorduri personale
| Probă              | Performanță | Dată          | Locație   |
| ------------------ | ----------- | ------------- | --------- |
| Aruncarea discului | 64,58 m     | 10 iulie 1988 | București |